# Konrad Cordatus
Konrad Cordatus, auch Conrad Cordatus, Conrad Hertz (* um 1480 in Leombach; † 25. März 1546 bei Spandau) war lutherischer Theologe und Reformator. Cordatus (lat. der Beherzte, von cor das Herz) ist die Latinisierung seines Familiennamens Hertz.

## Leben und Wirken

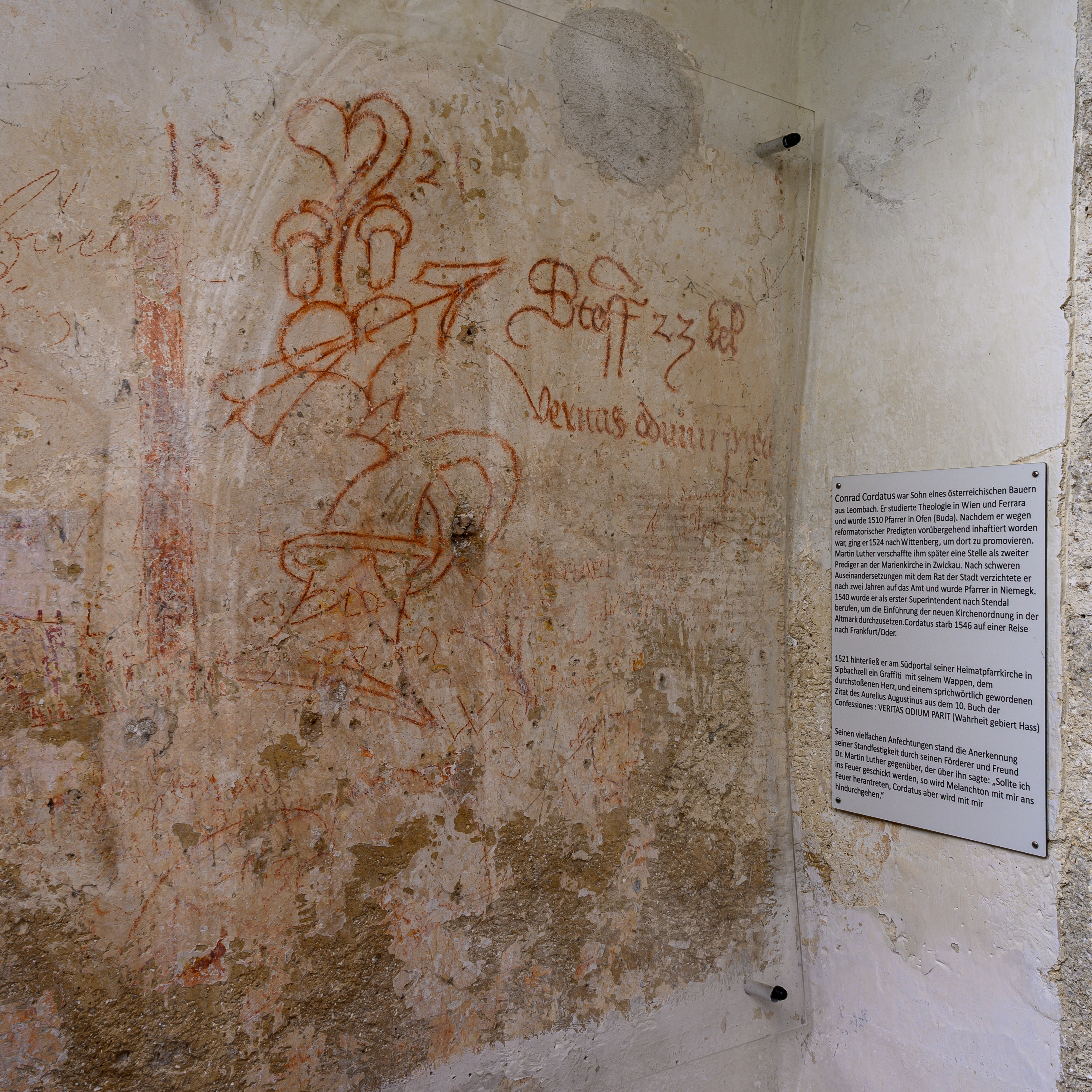
Graffito von Konrad Cordatus in der Vorhalle der Pfarrkirche Sipbachzell

Der österreichische Bauernsohn aus Leombach bei Wels erhielt seine humanistische Ausbildung bei Conrad Celtis in Wien. Danach ging er nach Italien und erwarb sich in Ferrara den akademischen Grad eines Lizentiaten der Theologie. Als er 1510 Prediger in Ofen wurde und seine reformatorischen Ideen während seiner Predigten verbreiten begann, wurde er als Aufrührer inhaftiert.
Am 9. Mai 1524 wendete sich Cordatus nach Wittenberg, wo er sich an der dortigen Universität mit den Ideen Martin Luthers auseinandersetzte und zum Doktor der Theologie promoviert wurde. 1525 zog es ihn wieder nach Ungarn, wo er abermals inhaftiert wurde und nach 38 Wochen, befreit durch einen Wächter, nach Wittenberg flüchtete.
Philipp Melanchthon empfahl ihn am 1. Juli 1526 nach Nürnberg, um eine Anstellung an der neu gegründeten Oberen Schule St. Egidien zu finden. Ende 1526 folgte er einem Ruf nach Liegnitz, wo er bis April 1527 Lehrer an der Akademie wurde. Diese wollte der regierende Herzog zur Universität entwickeln, wozu es jedoch nicht kam.
Deshalb wendete er sich wieder nach Ungarn, um dort die Lehre der Reformation zu verbreiten. Dieser Versuch schlug jedoch abermals fehl und Cordatus wurde erneut inhaftiert. Zurückgekehrt nach Wittenberg vermittelte ihn Luther im Frühjahr 1529 nach Zwickau, wo er die zweite Predigerstelle an der St. Marienkirche übernahm. Aufgrund von Streitigkeiten mit dem Rat der Stadt und mit einigen Priestern, verließ er Zwickau wieder in Richtung Wittenberg, wo er bei Luther zunächst Aufnahme fand.
Dieser sorgte dafür, dass er 1532 die Pfarrei Niemegk übernahm. Getrieben durch Übereifer bei der Rechtfertigungslehre, geriet er 1536 in Streitigkeiten mit Philipp Melanchthon und Casper Cruciger d. Ä. Cruciger hatte in einer Vorlesung zum 1. Timotheusbrief gelehrt, dass die Buße des Menschen neben dem Werk Christi zur Rechtfertigung nötig sei. Da Cruciger Notizen von Melanchthon benutzte, warf Cordatus später Melanchthon vor, das er in seinen 1535 neu herausgegebenen Loci communes (Theologische „Gemeinplätze“ oder Hauptlehrstücke, erstmals 1521 erschienen) lehre, dass die „opera necessaria seien ad salutem“ oder „ad vitam aeternam“ und dass die „bona opera in articulo justificationis causa sine qua non“ seien. Dieser Angriff wurde von Melanchthon mit dem an Luther gerichteten Ausspruch „Ego neque volui unquam alia docere, quam quae vos“ (Ich wollte niemals anders lehren als Ihr) beantwortet. Luther suchte diesen innerlutherischen, an das Herz der reformatorischen Theologie rührenden Streit beizulegen, indem er ein Disputation de iustificatione (1536, WA 39/I, 82-126) veranstaltete, in der es auch um die Frage ging, ob die guten Werke des Christen notwendig zu seiner Rettung seien.
Zwar sagte Luther im Verlauf der Disputation (WA 39/I, 96,1-2): "Nostra oboedientia est necessaria ad salutem. Ergo est partialis causa iustificationis" (Unser Gehorsam ist notwendig zum Heil. Also ist sie eine Teilursache unserer Rechtfertigung). Das darf aber nicht so verstanden werden, als lehre der Reformator hier eine Art von Synergismus, dem zufolge nur Gottes und unser Tun zusammengenommen zum ewigen Heil führen. Denn Luther sagt ja auch (96,2-3): "Multa sunt necessaria, quae non causant et iustificant" (Viele Dinge sind notwendig (zur Rechtfertigung), welche aber nicht verursachen und rechtfertigen), wie z. B. die Erde und der sündige Mensch. Daher gilt ganz klar (96,6-8): "Opera sunt necessaria ad salutem, sed non causant salutem, quia fides sola dat vitam" (Die Werke sind zum Heil notwendig, aber sie verursachen nicht das Heil, da der Glaube allein Leben gibt). Gleichwohl sind die guten Werke wegen der Heuchler (hypocritae) als heilsnotwendig zu lehren. Denn die Werke zeigen ja an, ob der Glaube eines Menschen auch echt ist (96,11-12.14): "Opera salvant externe, hoc est, testantur nos esse iustos, et fidem esse in homine, quae interne salvat ... Externa salvatio ut fructus ostendit arborem bonam, ostendit fidem adesse" (Die Werke retten äußerlich, das heißt, sie bezeugen, dass wir gerecht sind und dass Glaube im Menschen ist, welcher innerlich rettet ... Die äußerliche Rettung zeigt wie eine Frucht den guten Baum, sie zeigt, dass Glaube vorhanden ist). Luther lehrt hier also eine doppelte Rechtfertigung: äußerlich, das heißt: vor den Menschen aufgrund von Werken; und innerlich, das heißt: vor Gott aufgrund des Glaubens.
Diese Formulierungen sind insofern ein Kompromiss zwischen Melanchthon und Cruciger auf der einen und Cordatus auf der anderen Seite gewesen, als Luther hier noch mit dem Begriff "notwendig" operierte; in der Sache stimmte er aber natürlich Cordatus zu! In einer Disputation zum gleichen Thema im Jahre 1537 hat Luther sich dann dafür ausgesprochen, den Notwendigkeits-Begriff in diesem Zusammenhang als missverständlich ganz aufzugeben (vgl. WA 39/I,210,20-21). Es ist weiterhin zu beachten, dass dieser sogenannte Cordatus-Streit in die Vorgeschichte des zweiten antinomistischen Streites gehört, in der ab 1537 Johann Agricola aus Eisleben in die innerlutherische Debatte um das rechte Verhältnis von Glauben, Buße, Gesetz und Evangelium eingreift.
Luther empfahl den offensichtlich von ihm geschätzten Mitstreiter Cordatus im gleichen Jahr (1537) in seine Geburtsstadt Eisleben und beauftragte ihn im Herbst 1539 mit der Einführung der Reformation in der Mark Brandenburg. 1540 wurde er erster Superintendent von Stendal, wo er im Dienste seiner Gemeinde, auf einer Reise nach Frankfurt an der Oder in der Nähe von Spandau am 25. März 1546 verstarb.
Cordatus hat im Glauben an die Schriftgemäßheit seiner reformatorischen Lehren diese konsequent vertreten, selbst als er dafür mit Haft belegt wurde. Dass er in Glaubensfragen mit Melanchthon aneinandergeriet, hat dieser ihm anscheinend nicht nachgetragen: Er verfasste Cordatus nach seinem Tode einen rühmlichen Nachruf (erschienen 1554 in Nürnberg). Martin Luther soll sogar gesagt haben „Wenn ich ins Feuer gehen müsste, so geht Dr. Pommer bis an die Flammen, aber Cordatus mit hinein“. Zu Luther hatte er ein besonderes Verhältnis und ist als Nachschreiber und Sammler von Luthers Tischreden bekannt, die Johannes Aurifaber in Frankfurt Main 1568 veröffentlichte.

## Cordatushaus
Das Cordatushaus der Evangelischen Pfarrgemeinde Wels ist nach dem in der Nähe von Wels geborenen evangelischen Reformator benannt. Der "Große Saal" im Cordatushaus, ein Raum für Veranstaltungen für 350 Personen, trägt den Namen Cordatussaal.

## Schriften
- Ursach, warum Ungern verstöret ist u. ytzt Osterreich bekrieget wird, Zwisckau 1529
- Außlegung der Evv., an Sonntagen u. fürnembsten Festen, hrsg. v. Philipp Melanchthon, 2 Tle., Nürnberg 1556;
- Tagebuch über Dr. Martin Luther, hrsg. v. Hermann Wrampelmeyer, 1885 (Digitalisat)
- Die Sammlung. von Konrad Cordatus, in: WATR II, 1913, XXI ff. 273 ff.; III, 1914, 1 ff.